# 음력 3월 19일
음력 3월 19일은 음력 3월의 19번째 날이다.

## 사망
- 1673년 - 조선의 실학자 유형원.

## 같이 보기
- 음력 360일: 1월 2월 3월 4월 5월 6월 7월 8월 9월 10월 11월 12월
- 전날:3월 18일 다음날:3월 20일 - 전달:2월 19일 다음달:4월 19일
- 양력:3월 19일
- 음력, 윤달